# Rockstar Vancouver
El Rockstar Vancouver (abans Barking Dog Studios Ltd.) va ser un desenvolupador de videojocs canadenc i un estudi de Rockstar Games amb seu a Vancouver. L'estudi és conegut per desenvolupar Bully (2006).
Sis antics desenvolupadors de Radical Entertainment —Glenn Barnes, Peter Grant, Michael Gyori, Christopher Mair, Brian Thalken i Sean Thompson— van fundar l'empresa com a Barking Dog Studios el maig de 1998. En els seus primers anys, Barking Dog va ajudar breument Relic Entertainment amb Homeworld (1999) abans de rebre llum verda per desenvolupar un paquet d'expansió, Homeworld: Cataclysm (2000). L'estudi també es va desenvolupar l'actualització "Beta 5" de Counter-Strike (1999), Global Operations (2002), i Treasure Planet: Battle at Procyon (2002).
Take-Two Interactive va adquirir Barking Dog l'agost de 2002 i va passar a formar part de Rockstar Games com a Rockstar Vancouver. Aleshores, l'estudi va desenvolupar "Bully" i va ser un dels estudis de Rockstar Games liderant el desenvolupament de Max Payne 3 (2012). El juliol de 2012, Rockstar Games va fusionar Rockstar Vancouver amb Rockstar Toronto, i els trenta-cinc empleats de Rockstar Vancouver tenien l'opció de traslladar-se a Rockstar Toronto o qualsevol altre estudi de Rockstar Games.

## Història

### Primers anys (1998–2002)
Rockstar Vancouver va ser fundada com a Barking Dog Studios per Glenn Barnes, Peter Grant, Michael Gyori, Christopher Mair, Brian Thalken i Sean Thompson. Havien treballat al desenvolupador Radical Entertainment fins que la companyia es va enfrontar a dificultats financeres a finals dels anys noranta. A mesura que l'associació de l'estudi amb Disney havia vacil·lat, va perdre la seva llicència d'ESPN i va estar breument en submissió. Això va provocar la formació de diverses empreses per part dels empleats que van deixar Radical Entertainment, inclòs Black Box Games. El sextet va establir Barking Dog el maig de 1998. Van buscar un nom "no corporatiu, sense pretensions" durant una sessió de pluja d'idees i van optar per un derivat del Barking Dog, un pub a Califòrnia. L'empresa va començar formalment a operar el 16 de juliol de 1998 després de signar el seu primer contracte de publicació.
El naixent estudi va treballar amb el desenvolupador Relic Entertainment i l'editor Sierra Studios en la programació per al joc de 1999 Homeworld, i poc després van rebre llum verda per desenvolupar un paquet d'expansió, Homeworld: Cataclysm. Durant aquest temps, Barking Dog es va traslladar a les oficines de Relic i tenia una vintena d'empleats dedicats al desenvolupament del joc. Cataclysm va ser anunciat el febrer de 2000 i llançat al setembre d'aquell any. Quan es va publicar una versió actualitzada a través de la plataforma GOG.com el juny de 2017, el seu nom es va canviar a Homeworld: Emergence perquè Blizzard Entertainment havia registrat des de llavors la marca comercial "Cataclysm" per a World of Warcraft: Cataclysm.
Al voltant de 1999, Valve es va interessar per Counter-Strike, un mod co-creat per l'empleat de Barking Dog Minh Le. A mesura que es va implicar més profundament en el projecte, l'empresa va contractar Barking Dog per a l'actualització "Beta 5" del mod. L'estudi va desenvolupar aproximadament el 90% d'aquesta actualització, que es va publicar el desembre de 1999. Le es va unir a Valve poc després per continuar el desenvolupament de Counter-Strike i el joc acabat es va llançar el novembre de 2000. El mateix mes, es rumorejava que Barking Dog estava desenvolupant un shooter en primera persona tàctic, que Crave Entertainment va anunciar com a Global Operations el desembre d'aquell any. Global Operations va ser llançat el març de 2002, copublicat per Crave Entertainment i Electronic Arts. Barking Dog va començar a desenvolupar un motor de joc propietari, ARES, el gener de 2001 i posteriorment va començar la producció d'un joc d'estratègia en temps real utilitzant el motor aquell juny. Quan el motor es va presentar l'abril de 2002, la companyia esperava anunciar el joc a l'E3 d'aquell any. El joc, anunciat com a Treasure Planet: Battle at Procyon, es va desenvolupar conjuntament amb El planeta del tresor, la pel·lícula de Disney en què es basa. La divisió de jocs de Disney, Disney Interactive, va llançar el joc el novembre de 2002 poc abans de la pel·lícula.

### Adquisició iBully(2002–2007)
L'1 d'agost de 2002, Take-Two Interactive va anunciar la seva adquisició de Barking Dog per 3 milions de dòlars en efectiu i 242.450 accions d'accions ordinaries restringides, una estimació de 9 milions de dòlars de valor total. Com a part de la compra, Barking Dog va passar a formar part del segell Rockstar Games de Take-Two com Rockstar Vancouver. Rockstar Canada, l'estudi de Rockstar Games a Oakville, Ontario, va ser rebatejat com a Rockstar Toronto per evitar confusió entre tots dos. Jamie Leece, el president del segell Gotham Games de Take-Two, va ajudar en l'adquisició. En aquell moment, l'estudi i els seus aproximadament 50 empleats treballaven amb Rockstar Games en dos jocs: un joc d'acció militar i un títol original. En el temps posterior a l'adquisició, diversos empleats de Rockstar Vancouver (inclosos alguns dels seus fundadors) van establir nous estudis, inclosos Ironclad Games (fundat el 2003), Kerberos Productions (2004), Slant Six Games (2005), Big Sandwich Games (2006), Hellbent Games (2006), i United Front Games (2007).
Sota Rockstar Games, Rockstar Vancouver estava treballant en Spec Ops, un reinici de la sèrie homònima. Amb música de Josh Homme i Alain Johannes del grup Queens of the Stone Age, el joc s'havia de llançar a finals de 2005 però es va cancel·lar aquell any. El primer joc llançat per Rockstar Vancouver es va anunciar com a Bully el maig de 2005. Abans del seu llançament, el nom i el tema del joc van atreure certa controvèrsia de polítics, pares i activistes com Jack Thompson, que el consideraven com un defensor de la violència escolar. A Europa, va ser rebatejat com a Canis Canem Edit. En el seu llançament el 2006, el joc va obtenir una resposta crítica positiva i Sam Roberts de PC Gamer el va qualificar de "el joc més suau i ximple, amb el cor més càlid" de Rockstar Games en una retrospectiva del 2014.

### Max Payne 3i tancament (2008–2012)
L'octubre de 2008, es rumorejava que Rockstar Vancouver estava desenvolupant una tercera entrega de la sèrie Max Payne creada per Remedy Entertainment. Rockstar Games va anunciar el joc com a Max Payne 3 el març de 2009, amb l'esperança de llançar-lo a finals de 2009. Segons Dan Houser, el director creatiu, es va triar un nou joc Max Payne en comptes d'una seqüela de Bully a causa del que va descriure com "ample de banda i estudis limitats, i més jocs per fer dels que hem començat". El desenvolupament es va convertir en una cooperació entre Rockstar Vancouver, Rockstar Toronto, Rockstar London i Rockstar New England. En una carta oberta de gener de 2010, les dones de diversos empleats de Rockstar San Diego van afirmar que els seus cònjuges havien treballat regularment hores extres i que l'estudi patia una mala gestió. Aquestes afirmacions es van fer ressò per antics empleats d'altres estudis de Rockstar Games, inclòs Rockstar Vancouver. Es va dir que la mala gestió va fer que Max Payne 3 perdés la seva finestra de llançament prevista, i es va reprogramar per a l'agost-octubre de 2010. El joc es va llançar el maig de 2012.
Dos mesos més tard, el 9 de juliol de 2012, Rockstar Games va anunciar que Rockstar Toronto es traslladaria a oficines més grans i fetes a mida a Oakville, on es fusionaria Rockstar Vancouver. Els trenta-cinc empleats de Rockstar Vancouver van tenir l'opció de traslladar-se a l'ampliada Rockstar Toronto o a qualsevol altre estudi de Rockstar Games. Jennifer Kolbe, la vicepresidenta de publicacions i operacions de Rockstar Games, va declarar la creació d'un únic equip canadenc que "constituiria una poderosa força creativa en projectes futurs", alhora que deixava lloc a cinquanta nous llocs a Rockstar Toronto. L'entitat legal de Rockstar Vancouver, Rockstar Vancouver Inc., es va mantenir formalment registrada sota les lleis federals de societats del Canadà. El novembre de 2012, va passar a una corporació de la Columbia Britànica com a Rockstar Games Vancouver Inc. i després es va transformar a Rockstar Games Vancouver ULC, una corporació de responsabilitat il·limitada. A l'agost de 2019, es va canviar el nom a Take-Two Interactive Software Vancouver ULC.

## Jocs desenvolupats

### Com a Barking Dog Studios
| Any  | Títol                              | Plataforma(es)              | Editor(s)                            | Notes                                           |
| ---- | ---------------------------------- | --------------------------- | ------------------------------------ | ----------------------------------------------- |
| 2000 | Homeworld: Cataclysm               | Windows                     | Sierra Studios                       |                                                 |
| 2000 | Counter-Strike                     | Linux, macOS, Windows, Xbox | Sierra Studios                       | Va desenvolupar l'actualització "Beta 5" (1999) |
| 2002 | Global Operations                  | Windows                     | Crave Entertainment, Electronic Arts |                                                 |
| 2002 | Treasure Planet: Battle at Procyon | Windows                     | Disney Interactive                   |                                                 |

### Com a Rockstar Vancouver
| Any  | Títol       | Plataforma(es)                                      | Editor(s)      | Notes                                       |
| ---- | ----------- | --------------------------------------------------- | -------------- | ------------------------------------------- |
| 2006 | Bully       | Android, iOS, PlayStation 2, Wii, Windows, Xbox 360 | Rockstar Games |                                             |
| 2012 | Max Payne 3 | macOS, PlayStation 3, Windows, Xbox 360             | Rockstar Games | Desenvolupat com a part de Rockstar Studios |

### Cancel·lat
- Spec Ops